# 토리 버치
토리 버치(Tory Burch, 1966년 6월 17일 ~)는 미국의 패션 디자이너, 사교계 명사, 사업가이다.
아녜스 어윈 스쿨(Agnes Irwin School)을 졸업한 후 펜실베이니아 대학교에 진학해 미술사를 전공했다. 졸업 후 뉴욕으로 건너가 패션 업계의 다양한 직종을 경험했으며 2004년 2월 패션 브랜드를 런칭했다. 이 브랜드는 시작하자마자 큰 성공을 거두었고 이듬해 오프라 윈프리의 토크쇼에서 "패션계의 차세대 거물(Fashion’s next big thing)"로 지목되면서 미국 전역에 걸쳐 엄청난 반향을 일으켰다. 미국 주요 도시에 연이어 단독 매장을 오픈했고 버그도프 굿맨, 색스 피프스 애비뉴 등 고급 백화점에도 입점했다. 짧은 이력에도 불구하고 여러 차례 최고 디자이너가 받을 수 있는 수상의 영예를 안았으며, 뉴욕 사교계나 연예계 거물들과 꾸준한 교류를 이어 오는 등 성공적인 행보를 이어 오고 있다. 가장 대표적인 히트 상품은 튜닉과 플랫 슈즈이다.

## 생애
1966년 미국 펜실베이니아 밸리 포지(Valley Forge)에서 태어났다. 유대계 가정의 외동딸로 남자 형제 로버트, 제임스, 레오너드와 함께 목가적인 환경에서 성장했다. 여전히 가족 소유로 남아있는 그녀의 생가는 지은 지 250년이나 되는 흰 색의 조지언 양식 건물로, 밸리 포지 국립 공원 인근에 위치하고 있다.
어머니 리바 로빈슨(Reva Robinson) 여사는 전직 배우 출신으로 젊은 시절에 스티브 맥퀸, 말론 브란도 등 톱 배우들과 염문을 뿌리던 사람이였다. 아버지 버디(Buddy Robinson)는 유산으로 상당한 주식과 종이컵 제조 회사를 물려받은 부유한 투자 전문가였다. 이브닝 재킷의 디테일을 직접 디자인하여 주문할 만큼 남다른 패션 감각을 지닌 신사였으며, 결혼 전에는 그레이스 켈리나 조안 베넷과 데이트했던 것으로 알려져 있다. 리바 여사보다 14세가 많은 버디는 2008년 노환으로 별세했다.
아녜스 어윈 스쿨 시절 테니스부 주장을 맡고 승마를 즐겼다. 1988년, 펜실베이니아 대학교로 진학해 미술사를 전공했다. 대학 시절 토리 버치는 재니스 조플린의 음악을 듣고 향을 피우며 그레이트풀 데드의 티셔츠를 입고 다니던 보헤미안이었지만, 다른 한편으로는 에르메스 스타일의 럭셔리한 승마 룩으로 다니거나 프랑스나 이탈리아 여성들처럼 정성스럽게 주얼리로 장식을 했던 숙녀이기도 했다. 친구들은 그녀만의 독특한 패션 센스를 "토리웨어(Torywear)"라고 불렀다.
1997년(혹은 1996년), 토리는 부유한 사업가인 크리스토퍼 버치와 결혼해 2006년까지 부부 생활을 유지했다. 이전에는 부동산 재벌의 아들인 윌리엄 맥로와 결혼 생활을 했었다. 크리스토퍼와 결별 후 2007년 10월까지 토리 버치는 자전거 영웅 랜스 암스트롱과의 열애로 가십 난을 달구었다. 이후 워너 뮤직 사장인 라이어 코헨(Lyor Cohen)과의 교제로 다시 한 번 페이지 식스(Page Six; 뉴욕 포스트의 가십 난)를 장식하기도 했다.
크리스토퍼 버치와 이혼하긴 했지만, 두 사람 사이에서 나은 세 아들과 크리스토퍼의 세 딸들까지 함께 가족으로 받아들여 여전히 업타운의 고급 맨션에서 살고 있다. 결별 후 크리스토퍼 버치는 카를릴 호텔(Carlyle Hotel)로 옮겨 갔다.

## 경력
대학 졸업 후 토리가 처음 얻은 직업은 유고슬라비아 출신 쿠튀르 디자이너 조란(Zoran)의 조수였다. 신비로운 분위기로 고객을 압도했던 조란은 어머니 리바 여사의 단골 디자이너이기도 했는데, 이 곳에서 토리는 디자인부터 홍보까지 모든 업무를 보조했다고 한다. 이후 하퍼스 바자로 옮겨서 일하다가 폴로 랄프 로렌의 카피라이터가 되었다. 1995년, 랄프 로렌을 떠나 베라 왕의 홍보로 입사한 토리는 같은 건물에서 일하던 크리스토퍼 버치를 만나게 된다. 1997년, 토리는 베라 왕의 대변인으로서 카레나 고어(Karenna Gore)의 결혼식이나 69회 아카데미 시상식 등 굵직한 이벤트에서 활발한 대외 활동을 벌이며 주목받게 된다.
토리 버치가 자신의 브랜드를 론칭하기로 결심했을 때, 업무의 공간이 된 것은 다름 아닌 자신의 어퍼 이스트 사이드 아파트 내부였다. 작은 팀과 함께 8개월간의 치밀한 준비를 거쳐 2004년 2월, 놀리타(NoLIta)의 엘리자베스 가(Elizabeth Street)에 첫 부티크를 오픈한 날, 상류 인사들과 패션계 거물들로 가게 안 거의 모든 물건이 품절되는 사태가 빚어진다. 이후 브랜드는 곧 미국 전역에 18개의 프리스탠딩 부티크를 오픈하는 저력을 발휘한다. 또한 색스 피프스 애비뉴, 버그도프 굿맨, 니만 마커스, 노드스트롬, 블루밍데일스 등 미국 주요 백화점에도 유통망을 확장시켰다. 토리의 라이프스타일과 브랜드에 대한 이야기는 잡지와 신문에서 다양한 각도로 끊임없이 조명되고 있으며, 특히 2005년 4월, 오프라 윈프리가 자신의 토크쇼에서 "요즘 내가 가장 좋아하는 디자이너"라고 토리 버치를 칭송하면서 미국 전역에서 큰 주목을 받았다.
토리 버치는 카프탄(Caftan), 튜닉(Tunic), 시퀸 카디건, 아동용 수영복, 액세서리, 핸드백, 슈즈 등을 생산하고 있다. 토리 버치 스타일은 "프레피-보호(Preppy-boho)" 혹은 "프레피-보헤미안 럭스(Preppy-bohemian luxe)"라는 말로 종종 요약되는데, 엘리트적인 '프레피'와 60년대의 향수가 느껴지는 '보헤미안'이란 두 단어 속에 상류 사회의 일원이면서도 자유분방하고 소탈한 성품을 지닌 그녀의 라이프스타일이 고스란히 드러난다고 할 수 있다.
토리 버치의 의상과 액세서리가 드라마 《가십 걸》에 노출되면서 시청자들의 눈길을 사로잡았고, 이를 통해 토리 버치는 다양한 세대에서 넓은 팬을 확보하게 되었다.
토리의 패션은 "입기 쉽다(easy to wear)는 것"이 최고의 장점이다. 1950년대에서부터 1970년대의 레트로 스타일로부터 영감 받은 시그너처 룩에는 대기열이 쌓일 만큼 두터운 마니아들이 존재한다. T 로고가 새겨진 메달리온 장식 덕택에, 토리 버치의 액세서리는 쉽게 눈에 띤다. 또한 토리 버치 의상과 액세서리는 직장인 여성부터 상류 사회 여성들, 사교계 인사들, 부유층 여성들이 다양하게 응용하여 입을 수 있도록 고안되었다.
토리 버치는 자신의 히트 아이템인 발레리나 플랫 슈즈를 어머니 앞에 헌정해 '리바 발레리나 플랫(Reva ballerina flat)'이라 이름지었다. 미국의 저명한 경제지 포춘은 이 리바 슈즈를 캘빈 클라인의 브리프 팬티, 라코스테의 테니스 셔츠와 궤를 같이하는 히트 아이템으로 선정하기도 했다. 토리는 또한 티셔츠를 패션 아이템으로 승화시킨 몇 안 되는 리더들 중 하나로 손꼽히기도 한다.

## 수상
2005년, 패션 그룹 인터내셔널로부터 '뉴 리테일 컨셉트' 상을 수상했다.
2007년, 엑설런스 액세서리 협회로부터 '론칭 액세서리 브랜드상'을 수상했다.
2008년, 그녀는 마크 제이콥스와 마이클 코어스를 제치고 미국 패션 디자이너 협회가 수여하는 '올해의 액세서리 디자이너상'을 수상하며 일약 스타 디자이너로 발돋움했다.

## 사생활
토리의 부모는 필라델피아 사교계 출신이었다. 토리는 2007년에는 존 F. 케네디의 딸인 캐롤라인 케네디, 디자이너 캐롤리나 헤레라 등과 함께 아메리칸 발레 시어터의 공동 위원장을 맡는 등 사교계의 다양한 모임에서 적극적인 활동을 펼쳐 오고 있다. 토리의 사업적 성과는 사교계 여성들 중에서도 매우 이례적인 것으로 평가 받는다.